# .google
.google은 브랜드 최상위 도메인 중의 하나이다. 2014년에 처음 등록되었으며 알파벳 주식회사에서 운영한다. 최초의 특정 브랜드명을 가진 일반 최상위 도메인인 것으로 유명하다.
또한 구글은 .goog 및 .gle, .youtube 최상위 도메인을 운영하고 있다.
다음은 Google에서 .google 도메인으로 운영하는 웹 사이트 목록이다.
- https://about.google - 구글 소개
- https://ai.google - 구글 AI 관련 웹사이트
- https://blog.google - 구글 공식 블로그
- https://businessmessages.google - 의 비즈니스 메시지 기능에 대한 사이트
- https://chromeenterprise.google - Google Chrome Enterprise 관련 정보
- https://covid19.google - 구글의 코로나19 관련 정보 웹사이트로 리디렉션
- https://crisisresponse.google - 구글 위기 대응
- https://design.google - 구글의 디자인에 대한 정보와 소식을 제공하는 사이트
- https://diversity.google - 다양성과 포용에 대한 구글의 접근 방식에 대한 사이트
- https://dns.google - 구글 퍼블릭 DNS를 소개하는 사이트
- https://domains.google - 구글 도메인
- https://environment.google - 구글 에너지 웹사이트로 리디렉션
- https://grow.google - 구글의 도구를 사용하여 중소기업 및 신생 기업을 성장시키는 캠페인에 대한 사이트
- https://health.google - 구글 Health
- https://nextbillionusers.google/ - 인터넷 최초 사용자를위한 제품을 구축하기 위한 Google의 Next Billion Users 이니셔티브에 대한 사이트
- https://io.google/ - google io 행사 홍보를 위한 사이트
- https://nic.google - 구글 도메인 레지스크리로 리디렉션
- https://opensource.google - 구글 오픈 소스
- https://pixel.google - Pixel 웹사이트로 리디렉션
- https://pride.google - 프라이드 퍼레이드에 대한 미국 전역의 인식을 홍보하는 사이트
- https://readalong.google - Google의 사이트 Read Along Android 앱 관련
- https://registry.google - Google 소유 도메인 끝자리에 대한 정보와 뉴스를 제공하는 사이트
- https://research.google - Google의 연구 결과를 보여주는 사이트
- https://safety.google - 데이터 보안, 개인 정보 보호 및 온라인 보호와 같은 주제에 대한 사이트
- https://stories.google - Google의 웹 스토리 기능에 대한 사이트
- https://sustainability.google - 지속 가능한 성장과 환경에 대한 Google의 노력에 대한 사이트
- https://teachfromanywhere.google - 코로나19 기간 중 교육자들이 쉽게 어디서든 접근할 수 있도록 만든 사이트
- https://teachfromhome.google - 구글의 Teach From Anywhere 웹사이트로 리디렉션
- https://tv.google - 구글 안드로이드 TV 인터페이스 사이트
- https://wellbeing.google - 디지털 웰빙 관련 사이트

## 같이 보기
- .cbs